# Затока Корисія (Керкіра)
Затока Корисія — найбільша затока — озеро острова Керкіра (Корфу), Греція, розташована на південно-західному узбережжі острова, приблизно у 20 милях від міста Керкіра, безпосередньо за пляжем Халікунас і поруч з пляжем Іссос. Вона розташована поблизу села Агіос Маттеос і відокремлена від моря пляжем Халікунас.

## Екологія затоки
Це найважливіші водно-болотні угіддя, які є непорушеною природною дуже багатою екосистемою площею 6000 га, які є притулком для більш ніж 126 видів птахів та тварин.
Тут багато різних екосистем: кедровий ліс, озеро, дюни, море, морські птахи, риби, біорізноманіття, яке не легко знайти в іншому місці. Від моря затоку відділяють піщані дюни, та морський пісок. Їх утворення за даними геологічних досліджень, почало формуватися від 140 до 250 тисяч років тому. Зараз ця місцевість має висоту понад 17 метрів де росте древній морський кедровий ліс. Протока сполучається з Іонічним морем вузьким каналом через який веде місток. Води озера завжди спокійні, незалежно від відкритого моря, яке розташованого недалеко.

### Флора
Флора району багата, тут є плавні з очерету, біле латаття, алетея та 14 різних видів піщаних орхідей, тамарикс, росте ялівець. Як зазначалось кедровий ліс розташовується між пляжами Халікунас і Іссос.

### Фауна
Озеро Корисія — це місце збору 126 видів птахів, серед яких баклани, свищі, євразійські віджонти, свистуни, сріблянки, чепура велика, рожевий фламінго, качки, лебеді, соколи та тисячі метеликів, у тому числі «Ведмедиця Гера». Є також кілька черепах, таких як середземноморська черепаха (Testudo hermanni), морська черепаха (Emys orbicularis), Каспійська черепаха (Mauremys caspica), Knipowitschia goerneri — риба, яка перебуває на межі вимирання.
Навпроти лагуни, приблизно в милі від узбережжя, посеред моря є два скельних острови під назвою Лагудія, які є ідеальним місцем для розмноження морських птахів завдяки багатій рослинності.

## Історія
Цей недоторканий регіон має також археологічну цінність, адже було встановлено що тут було поселення епохи раннього палеоліту. Французькі геологи знайшли кам'яний інструмент, вік якого було визначено між 950 та 750 тис. років тому, а також ще 150 кам'яних знарядь праці та близько 60 людських кісток, які підтверджують, що ця територія була першою відомою заселеною на острові. Поряд з ними були знайдені залишки правої нижньої щелепи гіпопотаму, тому гіпопотами давно жив у цих водах.

## Сучасність
Цей регіон визначений природоохоронною зоною. Однак тут є дві будівлі, які є спорудами рибалок, які щодня працюють в озері зі своїми дивними човнами, що називаються Корітос. Вони ловлять переважно дрібні креветки, рибу та види риб, які існують лише тут, наприклад, Aphanius fasciatus.